# Pernes-lès-Boulogne
Pernes-lès-Boulogne là một xã trong tại tỉnh Pas-de-Calais trong vùng Hauts-de-France của Pháp.

## Địa lý
Pernes-lès-Boulogne có cự ly 5 dặm (8,0 km) về phía đông bắc Boulogne, tại giao lộ của các tuyến đường D233 và D233.

## Dân số
| 1962                                                              | 1968 | 1975 | 1982 | 1990 | 1999 | 2006 |
| ----------------------------------------------------------------- | ---- | ---- | ---- | ---- | ---- | ---- |
| 337                                                               | 345  | 331  | 412  | 466  | 423  | 473  |
| Số liệu điều tra dân số tính từ năm 1962, dân số chỉ tính một lần |      |      |      |      |      |      |

## Địa điểm nổi bật
- Nhà thờ St.Esprit, thế kỷ 19.